# Франтішек Купка
Франтішек Купка, відомий також як Франк Купка та Франсуа Купка (чеськ. František Kupka; *23 вересня 1871, Опочно — †24 червня 1957, Пюто) — чеський художник та графік.